# Martin Bogatinow
Martin Bogatinow, maced. Мартин Богатинов (ur. 26 kwietnia 1986 w Kratowie) – macedoński piłkarz grający na pozycji bramkarza, reprezentant kraju.

## Kariera piłkarska

### Kariera klubowa
W 2005 rozpoczął karierę piłkarską w klubie Sileks Kratowo, skąd latem 2007 został wypożyczony do Cementarnicy Skopje. Na początku 2008 przeszedł do Wardaru Skopje, ale już we wrześniu 2008 przeniósł się do Teteksu Tetowo. W lipcu 2009 został zaproszony do FK Rabotniczki Skopje. W styczniu 2011 podpisał 3-letni kontrakt z ukraińskim klubem Karpaty Lwów. 21 listopada 2013 roku po wygaśnięciu kontraktu opuścił lwowski klub. 12 stycznia 2014 podpisał kontrakt ze Steaua Bukareszt. Latem 2014 przeszedł do Ermis Aradipu.

### Kariera reprezentacyjna
Występował w reprezentacji Macedonii. Łącznie rozegrał 18 spotkań.

## Sukcesy i odznaczenia
- wicemistrz Macedonii: 2010